# Love (Thalía)
Love è il terzo album in studio della cantante messicana Thalía, pubblicato nel 1992.

## Tracce
1. A la orilla del mar – 3:45
2. Sangre – 3:36
3. La Vie en rose (La vida en rosa) – 5:11
4. Love – 4:20
5. El bronceador – 3:25
6. Flor de juventud – 4:08
7. No es el momento – 3:47
8. Cien años – 2:53
9. El día del amor – 3:57
10. Flores secar en la piel – 5:39
11. No trates de engañarme – 3:55
12. Déjame escapar – 4:51
13. Nunca Sabrás (You'll Never Know) – 5:40
14. María Mercedes – 2:51

## Classifiche
| Paese                        | Posizione più alta |
| ---------------------------- | ------------------ |
| Stati Uniti Latin Pop Albums | 15                 |